# Batu Berendam
Bartu Berendam (en malayo:Batu Berendam) es una localidad de Malasia, en el estado de Malaca.
Se encuentra a 6 m sobre el nivel del mar. 

## Demografía
Según estimación 2010 contaba con 26.398 habitantes.